# Белоносово
Белоно́сово — посёлок в Еткульском районе Челябинской области. Административный центр Белоносовского сельского поселения.

## География
Расстояние до районного центра села Еткуль 9 км.
В посёлке располагаются Храм Святого Георгия, детский сад, школа; участковый пункт полиции, магазины.

## Население
| 2002 | 2010  |
| ---- | ----- |
| 1146 | ↗1220 |

По данным Всероссийской переписи, в 2010 году численность населения посёлка составляла 1220 человек (581 мужчина и 639 женщин).

## Улицы
Уличная сеть посёлка состоит из: 17 улиц, 3-ёх переулков.